# نایل
نایل (به انگلیسی: Nile) یک گروه تکنیکال دث متال آمریکایی از شهر گرین ویل ایالتِ کارولینای جنوبی است که در سال ۱۹۹۳ آغاز به کار کرد. اشعار و موسیقی آنها از مصر باستان / عرفان خاور نزدیک، تاریخ، مذهب، و هنر، و همچنین داستان‌های هوارد فیلیپس لاوکرفت الهام گرفته است.

## اعضا
- کارل سندرز: خواننده، گیتار، بیس، کیبورد، باغلاما (۱۹۹۳ تا کنون)
- دالاس تولر-وی: خواننده، گیتار (۱۹۹۷ تا کنون)، بیس (فقط در استودیو: ۲۰۰۲، ۲۰۰۷، ۲۰۰۹)
- جورج کولیاس: درام، پرکاشن (۲۰۰۴ تا کنون)
- تاد الیس: بیس، خواننده (۲۰۱۲ تا کنون)